# Transformers: A kihalás kora
A Transformers: A kihalás kora (eredeti cím: Transformers: Age of Extinction) 2014-ben bemutatott amerikai sci-fi film, a Transformers 3. című mozifilm folytatása, és a Transformers-filmek 4. része. A forgatókönyvet Ehren Kruger írta, a filmet Michael Bay rendezte, a zenéjét Steve Jablonsky szerezte, a producere Steven Spielberg volt, a főszerepben Mark Wahlberg látható. A DreamWorks készítette, a Paramount Pictures forgalmazta.
Magyarországon 2014. június 26-án, Amerikában 2014. június 27-én mutatták be a mozikban.

## Cselekmény
Hatvanöt millió évvel ezelőtt, a kréta időszak végén az úgynevezett "Teremtők", aki vélhetően az alakváltókat létrehozták, nagy mennyiségű kiberformáló „magot” (bombákat) robbantottak fel a Föld felszínén, amitől a bolygó egy része cyber-formává vált és az élővilág nagy része kipusztult. Egy geológus, Darcy Tirell a kétezres években két dinouszauruszt fedezett fel az Északi-sarkon, amik fémmé váltak.
Öt év telt el azóta hogy a chicagói csata (ld. III. mozifilm) véget ért. Az amerikai hadsereg megszakította közös hadműveleteit az autobotokkal, sőt az amerikai elnök tudta nélkül, a Temetői Szél nevű elit CIA egység a paranoid igazgató, Harold Attinger irányításával (a csapat operatív vezetője James Savoy ügynök), titokban vadássza le az alakváltókat. Attinger szövetkezett egy alakváltó fejvadásszal, Vesztegzárral (Lockdown), akit a Teremtők azért küldtek, hogy elfogja Optimusz fővezért és tízegynéhány társát, a Lovagokat, akik valamiért méltatlannak bizonyultak a Teremtők bizalmára. Lockdown-nak már csak az utolsó lovag, az autobot-fővezér hiányzik a trófeagyűjteményéből, de a ravasz fejvadász tanulva Megatron kudarcából, nem akar ajtóstól rontani egy idegen bolygóra, inkább igénybe veszi az emberek segítségét is. Az ár, amit ígér nekik, meglehetősen csábító: egy kiberformáló magot ajánl fel a CIA-nak tanulmányozás céljából, ami hatalmas technológiai ugrást jelenthet az emberiségnek.
A Temetői Szél és Vesztegzár különítményei Optimusz után nyomozva sorra mészárolják le az autobotokat (az álcák többségével a chicagói csata során már végeztek az autobotok). Tőrbe csalják és brutálisan megölik Racsnit, az autobot tisztiorvost. Vesztegzár személyesen tépi ki az alakváltók lelkét hordozó energiaforrást, a szikrát az orvos mellkasából, mert az nem hajlandó elárulni fővezére hollétét. Az elpusztított vagy megbénított autobotok a Temetői Széllel szövetséges iparvállalathoz, a KSI-hez kerülnek, ahol az álcákkal együtt beolvasztják őket, és testük anyagából, a kibernetikusan programozható transzformiumból többek között emberek irányította alakváltó harcosokat állítanak elő. A transzformium felhasználási területe azonban ennél jóval szélesebb: a belőle alkotott tárgyak akár szóbeli vagy digitálisan kiadott parancsra bármivé átalakíthatóak, egy maréknyi transzformium-masszából  pillanatok alatt pisztolyt, számítógépet, telefont, illetve gyakorlatilag bármi mást lehet készíteni, ami forradalmasíthatja a földi technológiát. A KSI geológusa, Darcy Tyrell azonban nem tud elegendő transzformiumot találni a nyersanyag-, profit- és dicsőségéhes vállalat kísérletei számára, ezért szükséges, hogy a Temető Szél begyűjtse az élő nyersanyagforrásnak tekintett életben maradt alakváltókat a Földön.
Eközben a vidéki Texasban, Cade Yeager, a csődbe ment, élete hullámvölgyét élő feltaláló, aki lényegében ócskavas-kereskedőként tartja el magát; és barátja, Lucas küzd a felszínen maradásért, hogy ne lakoltassák ki őt és családját a bérelt birtokáról az adósságok miatt. Vesznek egy régi kamiont, abban a reményben, hogy az épen maradt részeit értékesíthetik. A ronccsá lett kamionban furamód gránáthüvelyeket és lőtt sérüléseket találnak, és Yeager sejti, hogy nem mindennapi áruról van szó, de a veszély ellenére szorítják a számlák és tartozások, így nem lehet válogatós: kipakolja az inaktívnak látszó hadicuccot, és elkezdi a szerelési munkát. Yeager a javítás közben felfedezi, hogy a kamion egy autobot, aki öntudatlan állapotban is hangüzeneteket próbál adni a társainak. Lucas ettől kezdve veszélyesnek tartja a további munkát, mivel az emberiség a chicagoi csata miatt retteg az alakváltóktól (többnyire az autobotoktól is), akik elhozták pusztító háborújukat a Földre is. A kormány vérdíjat tűzött ki az alakváltók fejére, Lucas ezért Yeager tudta nélkül és kifejezett utasítása ellenére értesíti a CIA-t. Közben Cade gimnazista lánya, a főiskolára készülő Tessa hazajön és összeveszik az apjával azon, hogy ki az igazi családfő.
Lucas nyomán a Temetői Szél hamarosan megérkezik a birtokra, Vesztegzár egy jó kilátással rendelkező leshelyen rejtőzik el, az emberi ügynökök pedig eszközökben nem válogatva, a családot bántalmazva és fenyegetve  tudakolják Yeagertől, hol van Optimusz. Amikor azzal fenyegetőznek, hogy fejbe lövik Tessát, Optimusz előtör a rejtekhelyéről, és harcba száll velük, hogy megvédje az ártatlan embereket. A zűrzavarban Yeagerék elmenekülnek, ebben Tessa odaérkező titkos barátja, a profi autóversenyző Shane Dyson segít nekik. Hosszú hajsza veszi kezdetét egy városon keresztül, miközben Dyson és Yeager Tessa randizási jogain veszekszik, az üldözőknek sikerül kilőni a menekülők autóját, Vesztegzár pedig egy gránáttal megöli Lucast.
Optimusz segítségével azonban a három életben marad ember megszökik, és szövetséget kötnek az autobotokkal. Optimusz az utolsó megmaradt autobotok rejtekhelyére viszi őket: ott várja a Fővezért a hűséges (Űr)Dongó, a kövér mókamester, Vadászeb, aki harcosnak sem utolsó; a szamurájkódex szerint élő Drift, és a különc Célkereszt. Yeager a texasi támadás során elfogott egyik CIA-kémdrónt meghekkelve és a memóriában lévő felvételekhez hozzáférve megmutatja az autobotoknak, hogy ölte meg a Temetői Szél Vesztegzárral szövetkezve a társaikat és megtudja, hogy a hatósági különítmény a KSI nevű vállalatnak dolgozik. Úgy döntenek, hogy beszivárognak a KSI chicagói székhelyére, hogy kiderítsék, kik és miért akarják őket elpusztítani.
Közben Joshua Joyce, a KSI igazgatója, azt mutatja Darcynak, hogy mi is az a transzformium, az alakváltók anyaga, ami után annyit kutatnak. A transzformiumból, a digitális parancsokkal molekuláris szinten formálható anyagból készült számos technológiai eszközt mutat be a geológusnak. Bár ezek nem minden esetben működnek tökéletesen, a hatás még így is lenyűgöző. Újra találkozunk az előző részekben már megismert autobot tudóssal, Agytröszttel (Brains), akit a KSI egy nyúlketrec méretű cellában tart fogva kísérleti állatként és kínoz, hogy segítsen nekik a halott alakváltókból nyert információk értelmezésében. Agytröszt (ez később derül ki), észrevette, hogy Megatron még életben maradt a levágott fején belül, és lassan megfertőzi és saját irányítása alá vonja az újonnan készülő ember-gyártású alakváltó gépeket, de nem szól senkinek, mivel szeretne kiszabadulni.
Yeager és az autobotok a drónból nyert információk és az autobot csúcstechnológia használata révén belopakodnak a KSI-be. Bár hamar leleplezik őket, elegendő idejük marad ahhoz, hogy kiderítsék, mi és miért folyik az intézményben. Az autobotok támadásba lendülnek, hogy lerombolják az épületet, Optimusz pedig esküt tesz, hogy leveszi a kezét az emberiségről, és azt az embert, aki a mészárlás vezető felelőse, személyesen öli meg (a társai pedig nemhogy megrökönyödnének, hanem késeinek tartják az elhatározást). Azonban az igazgató, Joyce, a fanatikusok bátorságával áll büszkén az autobotok elé, hogy elmagyarázza nekik: a technológiai fejlődés áldozatokkal jár, és a KSI kész meghozni minden áldozatot, mert a haladást úgysem lehet feltartóztatni. Azt is elmondja, hogy az embereknek nem kellenek többé az autobotok, most, hogy létrehozhatják saját alakváltó katonáikat – Optimuszra többé nincs szükség. Optimusz, látva az öntelt törpeség és a heroizmus eme fura keverékét, megsejti, hogy még közel sem tud minden megtudnivalót az ügyről, feltámad benne a régi bölcsessége, lehiggad és  meggondolja magát, csak a fogva tartott még élő autobotok (tehát Agytröszt) kiszabadításához ragaszkodik, ezután megparancsolja harcosainak, hogy hagyják el az épületet. A szokásához híven megvárja, hogy ellenségei kezdeményezzenek harcot.
Nem is csalódik: Attinger, aki színre lép és felfedi magát azzal, hogy  elfogja Yeagert (aki azonban Űrdongó révén azonnal kiszabadul), utasítja Joyce-t, hogy élesben próbálják ki az új harci technológiát. Harcba küldik Galvatront és egy másik ember alkotta alakváltót, Stingert, hogy folytassa az autobotok és Yeager üldözését. Galvatron megtámadja Optimuszt, azonban hamarosan civilek kerülnek veszélybe. Joyce azonnal parancsot ad a harc leállítására, azonban Galvatron – műszaki hibát színlelve – nem engedelmeskedik. Optimusz megdöbbenve konstatálja, hogy ellenfelének nincs lelke, bizonyos értelemben egy zombival küzd, azonban ahogy annyiszor másszor, hamarosan alkalmazkodik az új helyzethez. A harc döntetlenre állna, azonban Yeager és Tessa nem tudnak kimenekülni a frontvonalból, ami csökkenti az autobotok harcértékét.
Ekkor megjelenik Vesztegzár, megsebesíti az autobot fővezért, majd a hajójára viszi, nem tudva, hogy Tessát, egy nem kívánt húslényt is cipel a rakománnyal. Yeager és Dyson ész nélkül követik a lányt, így ők is a hatalmas űrhajóra kerülnek. Közben Attinger minden meggyőzőerejét latba vetve próbálja meggyőzni a hadsereget arról, hogy nincs újabb földönkívüli veszély, a város felett horgonyzó hatalmas idegen űrhajó a kormány szövetségese, és nem szabad megtámadni.
Vesztegzár bezárja Optimuszt a hajó trófea-termének börtönébe, amely otthont ad néhány lovag-társának, a dinobotoknak is. A fejvadász kifejti, hogy az  alkotói visszakövetelik Optimuszt. Miközben az emberek Tessát keresik a hajón, és kilövik Vesztegzár néhány smasszerét, a fejvadász találkozik  Attinger csapatával, és megállapodásukhoz híven odaadja nekik az egyik kiberformáló magot. Az autobotok Optimuszt és az embereket keresve szintén feljutnak az űrhajóra, kiszabadítják őket, majd Optimusz elárulja nekik, hogy a trófea-terem maga is egy önálló mentőhajó a hatalmas űrhajón belül, így azzal elmenekülhetnek. Amint a hatalmas űrhajó antianyag-hajtóművei bemelegszenek és bekapcsolnak, az autobotok és az emberek elszöknek, Vesztegzár pedig meglehetősen messze jár, amikor észreveszi az eltűnésüket. Természetesen azonnal visszafordul, de addig az autobotok felkészülnek a harcra.
Agytröszt felvilágosítja Optimuszt Galvatron igazi természetéről, hogy Megatron reinkarnációja. Optimusz azonnal átlát Galvatron tervén: az álcavezér a magot akarja, hogy bosszút álhasson a Földön, ahol annyi vereséget szenvedett, és még több álca-katonát alkosson magának. Joyce visszavonul Pekingbe, Darcyval és üzlettársával, Su Yueming-gel, hogy használja a KSI ottani létesítményeit. Közben Yeagernek sikerül beszélnie Joyce-szal és felvilágosítania az Agytröszttől megtudottakról, a Galvatronnal kapcsolatos tényekről. Joyce észhez tér, és rájön, mekkora veszélybe keverte magát és az emberiséget a maggal, ezért megpróbálja meggyőzni Attingert arról, hogy adják át azt az autobotoknak, akiknél nagyobb biztonságban lesz. Attinger azonban hallani sem akar erről, túlságosan hajtja a profit és az ambíció, az autobotokkal való szövetségről pedig hallani sem akar, hiszen nincs jó alakváltó és gonosz alakváltó, csak "mi meg ők". A veszekedés halálos konfliktusba torkollik, Attinger megpróbálja lelőnei Joyce-t, az elmenekül. A menekülésben a kínai üzlettárshölgy nyújt hathatós segítséget, akiről kiderül, hogy félelmetes és profi testőr. Közben megtörténik a baj: Galvatron aktiválja az 50 KSI-s alakváltó prototípust, megfertőzi őket a gondolataival, így mind álcák lesznek. Az új hadsereg megtámadja a maggal menekülő Joyce-t, akinek Yeager és az autobotok – jobb belátásuk ellenére – próbálnak segíteni. Optimusz gondolkodik rajta, hogy sorsára hagyja a hálátlan emberiséget, de Cade emlékezteti, hogyan halászta ki az egykor lepusztult kamiont a szemétből, mert meglátta benne a lehetőséget. Arra kéri a fővezért, lássa meg ő is a lehetőséget az emberiségben. Optimuszra hatnak az érvek, ő és katonái Joyce után indulnak, hogy megvédjék a KSI-igazgatót és a magot Galvatrontól. Vadászeb derekasan helytáll a város védelmében, társai is aprítják az álcákat, azonban hamarosan teljesen kimerülnek és elfogy a lőszerük.
Optimusz is tudatában van a túlerőnek, ezért, bízva harcosai kitartásában, felkeresi a dinobotokat, akik szintén kiszabadultak Vesztegzártól, és megpróbálja őket rákényszeríteni, hogy segítsenek. Kis küzdelem árán velük is elismerteti vezérségét. Az utolsó pillanatban érkeznek, hogy megmentsék a sarokba szorított autobotokat. A dinobotok lesöprik az álcákat a színről, Galvatron visszavonul és elmenekül, azzal az ígérettel, hogy még visszatér. Ekkor Vesztegzár hajója jelenik meg, és egy hatalmas mágnest kapcsol be, ami minden fémtárgyat magához vonz, azzal a céllal, hogy Optimusz is köztük legyen. A mágnes óriási rombolást végez a városban, mígnem Optimusz sikeresen hatástalanítja. Vesztegzár személyesen jön, hogy elbánjon vele.
Attinger is a színre érkezik. Megpróbálja lelőni az Optimuszt egy, az űrhajóról zsákmányolt energiafegyverrel fedező Yeagert, mivel még mindig árulónak tartja az autobotokkal való szövetsége miatt. Optimusz ekkor kénytelen beteljesíteni felfüggesztett ígéretét, miszerint személyesen öli meg az embert, aki felelős Racsni haláláért. Mellbe lövi Attingert, azonban az emberek közti veszekedés alkalmat ad Vesztegzárnak arra, hogy megint megsebesítse. A fejvadász kardjával odaszögezi az autobot-vezért egy falhoz. Cade Dongó társaságában megtámadja a fejvadászt. Vesztegzár könnyűszerrel legyőzi a két ellenfelet, azonban Optimusznak elég ideje marad, hogy összeszedje magát. Tessa és Shane segítségével, akik egy vontatókocsival érkeznek, kihúzzák Vesztegzár hatalmas kardját a fővezér testéből, majd az autobot hátulról meglepetésszerűen tetőtől talpig kettészeli a fejvadászt, amikor az éppen elpusztítaná Yeagert. Optimusz felhasználja Lockdown megmaradt gránátjait, hogy elpusztítsa a még harcoló álcákat. Ezután útjukra engedi a dinobotokat, majd arra kérve a négy megmaradt autobotot, hogy védjék meg Yeagert és családját minden további veszélytől, elhagyja a maggal a Földet. Közben üzenetet küld a Teremtőknek, hogy hagyják békén a bolygót, mert akárhol is vannak, megtalálja majd őket.

## Szereplők

### Emberek
- Mark Wahlberg: Cade Yeager (Miller Zoltán)
- Stanley Tucci: Joshua Joyce (Csankó Zoltán)
- Nicola Peltz: Tessa Yeager, Cade lánya (Andrusko Marcella)
- Kelsey Grammer: Harold Attinger (Dunai Tamás)
- Jack Reynor: Shane Dyson (Szatory Dávid)
- Sophia Myles: Darcy Tyril (Horváth Lili)
- Li Bingbing: Su Yueming (Bozó Andrea)
- Titus Welliver: James Savoy (Hirtling István)
- T. J. Miller: Lucas Flannery (Farkas Dénes)
- James Bachman: Gill Wembley (Mészáros Máté)
- Thomas Lennon: Greg (Görög László)
- Charles Parnell: CIA-igazgató (Galambos Péter)
- Richard Riehle: Mozibérelő (Kajtár Róbert)
- Patrick Bristow: Mozibérelő unokája (Vida Péter)
- Cleo King: Ingatlanügynök (Kocsis Mariann)

### Autobotok
- Optimus Prime (Optimusz fővezér): Peter Cullen (Szélyes Imre)
- Bumblebee (Űrdongó): Nem szólal meg
- Hound (Vadászeb): John Goodman (Papp János)
- Crosshairs (Célkereszt): John DiMaggio (Haás Vander Péter)
- Drift: Ken Watanabe (Széles Tamás)
- Brains (Agy): Reno Wilson (Epres Attila)
- Ratchet (Racsni): Robert Foxworth (Dézsy Szabó Gábor)
- Leadfoot (Padlógáz): Nem szólal meg

### Dinobotok
- Grimlock (Mogorva): Nem szólal meg
- Slug (Salak): Nem szólal meg
- Strafe: Nem szólal meg
- Scorn: Nem szólal meg

### Egyéb alakváltók
- Galvatron: Frank Welker (Vass Gábor)
- Stinger: Nem szólal meg
- Lockdown (Vesztegzár), a fejvadász: Mark Ryan (Kőszegi Ákos)

## Magyar változat
A szinkront a Mafilm Audio Kft. készítette. Forgalmazza a UIP-Duna Film.
- Magyar szöveg: Speier Dávid
- Hangmérnök: Gábor Dániel
- Rendezőasszisztens és vágó: Kajdácsi Brigitta
- Gyártásvezető: Gelencsér Adrienne
- Szinkronrendező: Tabák Kata
- Felolvasó: Bozai József
- További magyar hangok: Bognár Tamás, Dolmány Attila, Fehér Péter, Hegedüs Miklós, Holl Nándor, Horváth-Töreki Gergely, Imre István, Jakab Márk, Maday Gábor, Molnár Levente, Pál Tamás, Renácz Zoltán, Sarádi Zsolt, Sági Tímea, Seder Gábor, Stern Dániel, Szórádi Erika, Varga Rókus, Zöld Csaba